# Jean Froissart
Jean Froissart (old og middelfransk: Jehan, ca. 1337 – ca. 1405) var en flittig og fransksproget middelalderforfatter og hofhistoriker fra Nederlandene, der skrev Krøniker og Meliador, en lang romantisk fortælling om kong Arthur og poesi, både i kort lyrisk form og lange fortællende digte. I flere århundreder har Froissarts Krøniker været anerkendt som det primære udtryk for ridderlighedens genfødsel i England, Frankrig og Skotland i 1300-tallet. Hans historie er også en vigtig kilde til første halvdel af hundredårskrigen.

## live
Der vides kun ganske lidt om Froissarts liv, og det kommer primært fra hans historiske skrifter og arkiver, der nævner ham i forbindelse med at tjene  aristokrater og at modtage gaver fra dem. Selvom hans digte tidligere var brugt til at rekonstruere aspekter i hans liv, er den metode fejlagtig, da 'Jeg'-personen, som optræder i mange af hans digte, ikke er en pålidelig kilde til den historiske forfatter. De Looze har karakteriseret hans værker som "pseudo-selvbiografiske". Froissart kom fra Valenciennes i Comté de Hainaut i den vestligste del af Det tysk-romerske Rige ved grænsen til Frankrig. Tidligere forskere har foreslået, at hans far var maler af våbenskjold, men det er der intet beviser for. Andre har foreslået, at han begyndte at arbejde som købmand, men at han opgav det for at blive  gejstlig. Der er heller ikke bevist, da de digte, som ligger til grund for denne tolkning, ikke er selvbiografiske.
Omkring 24 år gammel forlod Froissart Hainault og gik i tjeneste hos Philippa af Hainault, Edvard 3. af Englands dronningekonsort, i 1361 eller 1362. Han arbejdede for hende til hendes død i 1369, og det er ofte foreslået, at han var hofpoet og/eller officiel historiker. Baseret på  arkiver fra Englands hof har Croenen konkluderet, at han ikke havde en officiel stilling ved hoffet, og at det nok mere har været en litterær konstruktion, hvor en digter ved hoffet har dedikeret sine digte til sin "lady" og til gengæld har modtaget gaver.
Froissart havde en seriøs tilgang til sit arbejde, ide han rejste i England, Skotland, Wales, Frankrig, Flandern og Spanien for at indsamle materiale og førstehåndsberetninger til sine Krøniker. Han rejste med Lionel, hertug af Clarence til Milano for at deltage i og beskrive hertugens bryllup med Violante, datter af Galeazzo Visconti. Ved brylluppet deltog to andre prominente forfattere fra middelalderen: Chaucer og Petrarch.
Efter dronning Philippas død blev bl.a. Joanna, hertuginde af Brabant hans mæcen: Han modtog belønning, heriblandt beneficium fra Estinnes, en landsby ved Binche og blev senere kannik for Chimay, der finansierede yderligere rejser, der gav mere materiale til hans værker. Han vendte tilbage til England i 1395, men syntes skuffet over ændringerne, som han betragtede som enden på ridderlighed. Datoen om omstændighederne for hans død er ukendte, men St. Monegunda i Chimay er muligvis blevet hans endelige hvilested, selvom det ikke er verificeret.

## Eftermæle
Froissart er primært kendt for sine Krøniker. De er bevaret i over 100 illuminerede manuskripter illustreret af forskellige kunstnere. Et af de mest overdådigt dekorerede blev i 1470'erne bestilt af Louis af Gruuthuse, en flamsk adelsmand. De fire bind i denne udgave (BNF, Fr 2643; BNF, Fr 2644; BNF, Fr 2645; BNF, Fr 2646) indeholder 112 miniaturmalerier af kendte kunsterene fra Brügge heriblandt Loiset Lyédet, som er krediteret alle illustrationerne i de første to bind.
Den engelske komponist Edward Elgar skrev overturen Froissart i 1890.

## Værker
- Froissarts Krøniker
- L'Horloge amoureux
- Méliador